# Zolotarewskya spinifera
Zolotarewskya spinifera är en stekelart som först beskrevs av Karl-Johan Hedqvist 1967.  Zolotarewskya spinifera ingår i släktet Zolotarewskya och familjen puppglanssteklar. Inga underarter finns listade i Catalogue of Life.